# Сім богів щастя

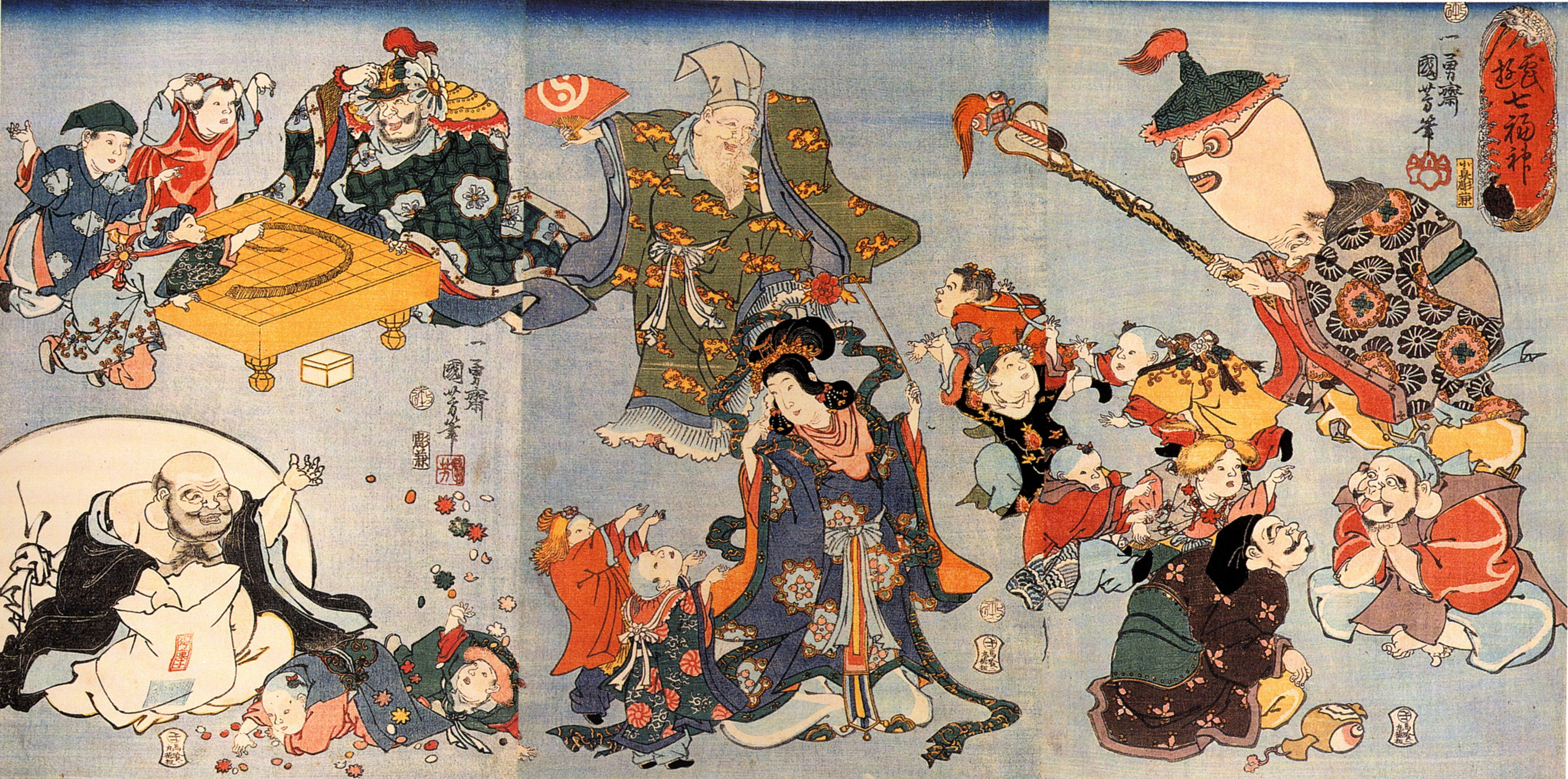
Ксилографія Семи богів щастя Утагави Куніосі

Сім богів щастя (яп. 七福神, Сітіфуку-Дзін) — сім божеств, що приносять удачу в синтоїзмі. Дуже часто зображуються у вигляді фігурок нецке, що пливуть на човні. Частина з них прийшла з Китаю та Індії, а частина з Японії. При цьому не всі є вигаданими персонажами — серед них присутня і реальна історична фігура. Спочатку ці божества були незначними і безособовими, але згодом стали набагато ближчими до канонічних фігур, що символізують деякі професії.

## Історія
Відомо, що ці божества беруть початок від древніх богів удачі індуїзму, що практикується в Непалі та Індії (Бендзайтен, Бісямонтен і Дайкокутен) і від китайського даосизму і буддизму (Фукурокудзю, Хотей і Дюродзін), за винятком одного — Ебісу, який має японське походження.
Ці боги були визнані такими вже більше тисячі років. На початку цим богам поклонялися купці, оскільки перші два (Ебісу та Дайкокутен) були богами бізнесу та торгівлі.

Згодом інші класи японського суспільства знайшли інших богів, які могли б відповідати їхнім професіям: Бенцайтена як покровителя мистецтв, Фукурокудзю як покровителя наук тощо.

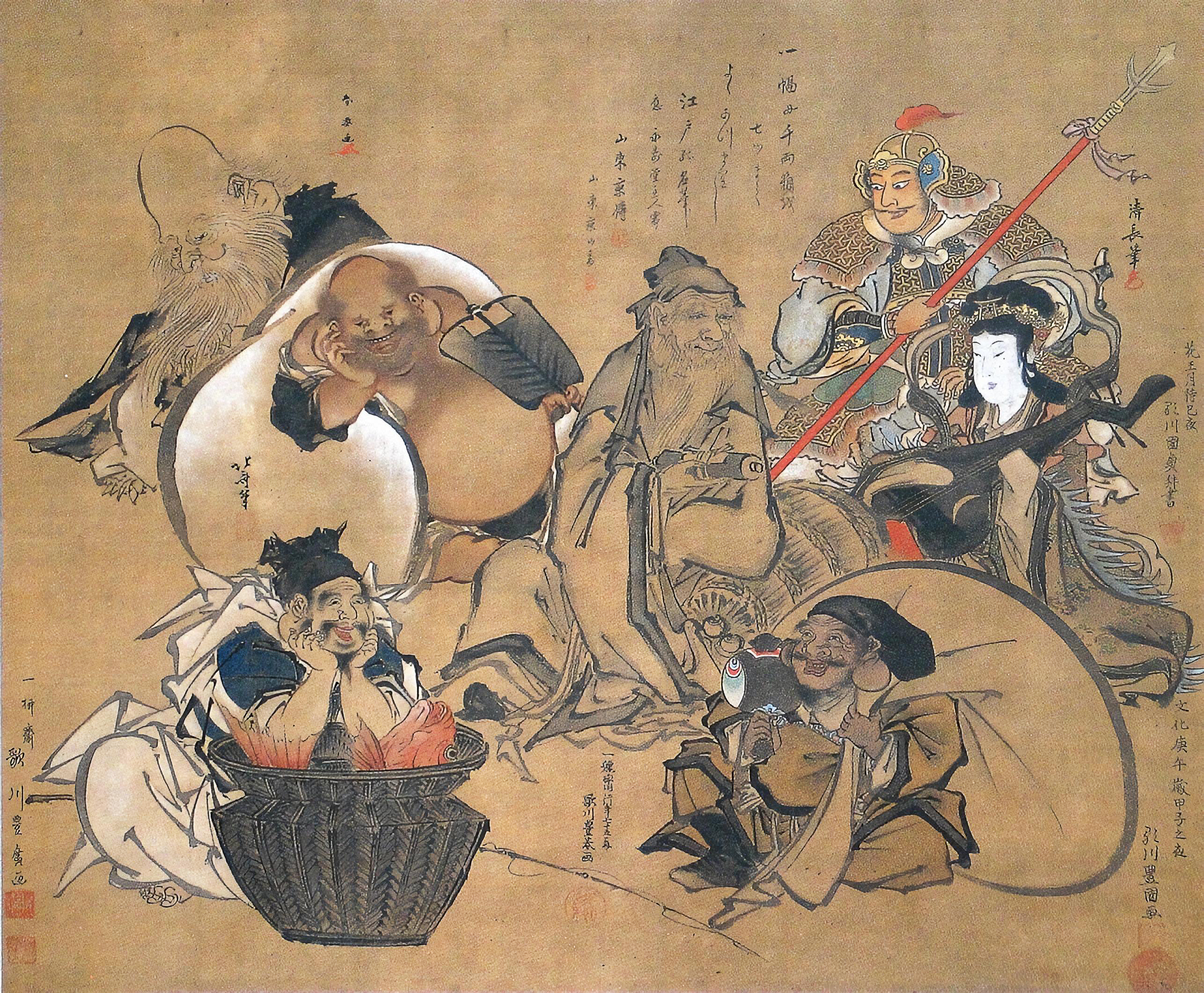
Сім щасливих богів на зображенні Хокусая та інших

У стародавні часи цим богам поклонялися окремо, але сьогодні це трапляється рідко — лише тоді, коли потрібно, щоб бог діяв від імені заявника.
Сім богів удачі почали згадуватися як група у 1420 році у Фусімі, щоб імітувати процесії даймьо, феодалів досучасної Японії.
Кажуть, що буддистський священник Тенкай вибрав цих богів після розмови з сьоґуном, якому він служив, Ієміцу Токугавою, за наказом шукати тих, хто володів досконалими чеснотами: довголіттям, багатством, популярністю, щирістю, добротою, гідністю та великодушністю.
Незабаром після цього відомому художнику того часу Кано Ясунобу було призначено вперше зобразити цих богів.

## Опис божеств Фукудзін

### Ебісу
Основна стаття: Ебісу
Ебісу (恵比寿) з періоду богів Ідзанамі та Ідзанагі є єдиним, чиє походження чисто японське. Він є богом процвітання та багатства в бізнесі, а також повноти та достатку врожаю, зернових та їжі загалом. Він є покровителем рибалок і тому представлений у рибальських костюмах, таких як типовий капелюх, вудка в правій руці та риба, яка може бути коропом, хеком, тріскою, морським окунем або будь-якою великою рибою, загалом, що символізують достаток у їжі (наприклад, застілля чи бенкет). Тепер його фігуру часто можна побачити в ресторанах, де подають рибу у великих кількостях, або на домашніх кухнях.

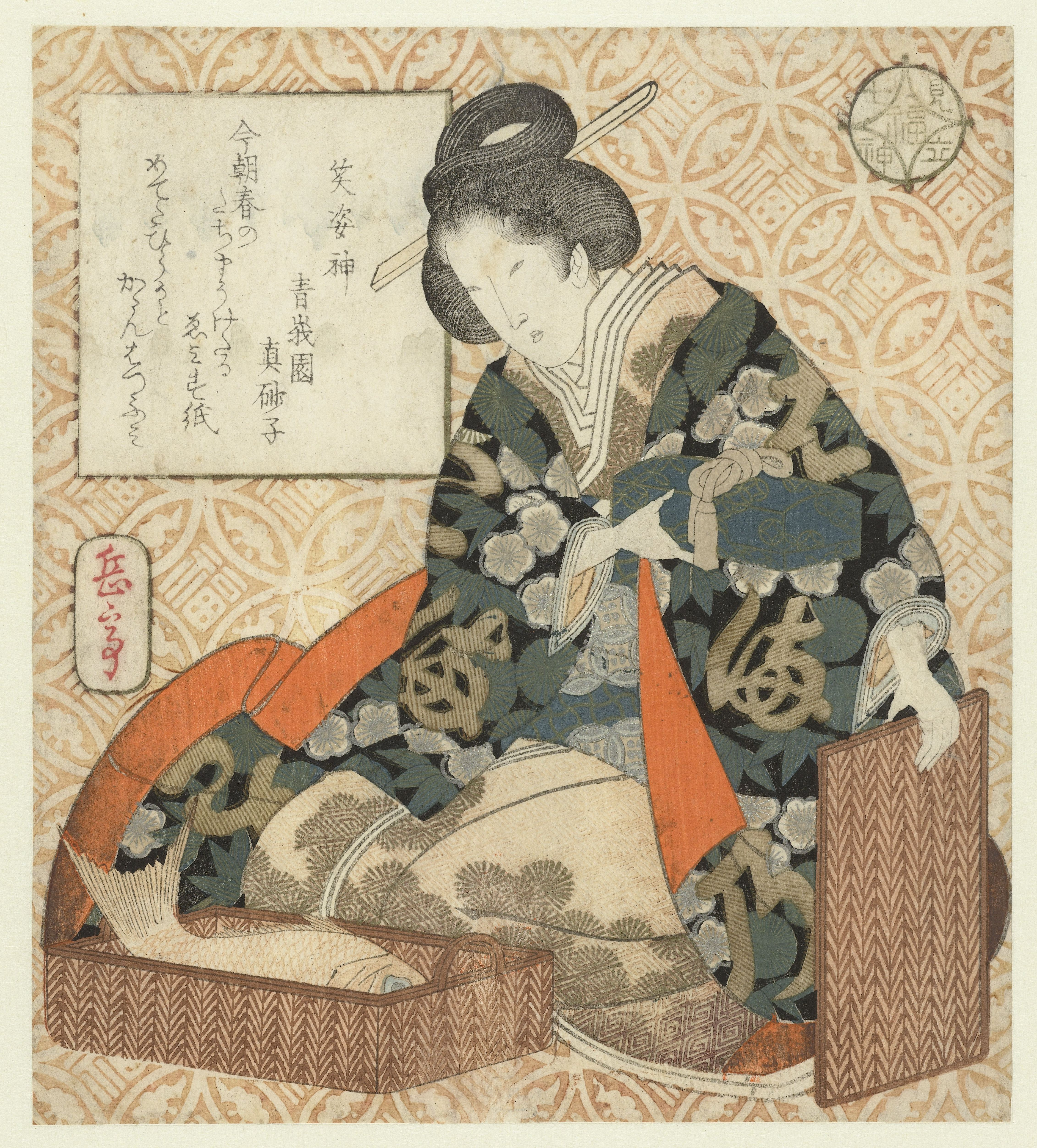

### Дайкоку
Основна стаття: Daikokuten
Дайкокутен (大黒天) — бог торгівлі та процвітання, його іноді вважають покровителем кухарів, фермерів і банкірів, а також захисником посівів. Він також вважається мисливцем на демонів — легенда говорить, що бог Дайкоку повісив священний талісман на гілці дерева у своєму саду і, використовуючи його як пастку, він зміг зловити демона. Цей бог характеризується усмішкою, короткими ногами та капелюхом на голові. Зазвичай його зображують із мішком, наповненим цінними предметами.

### Бісямон
Основна стаття: Vaiśravana
Бішамонтена (毘沙門天) є богом удачі у війнах і битвах, також асоціюється з владою та гідністю. Він є захисником тих, хто дотримується правил і поводиться належним чином. Як покровителя воїнів, він представлений одягненим у латах і шоломі, з пагодою в лівій руці. Він також діє як захисник святих місць і важливих місць і тримає спис у правій руці для боротьби зі злими духами. Його зазвичай зображують на ілюстраціях з вогняним обручем.

### Бентен
Основна стаття: Бензайтен
Бензайтен (弁才天 або 弁財天) походить від індуїзму, оскільки вона походить від індуїстської богині Сарасваті. Коли її адаптували з буддизму, їй дали атрибути фінансової долі, таланту, краси та музики серед інших. Часто її фігура з'являється з Торі. Вона представлена як розумна, красива жінка з усіма вище згаданими атрибутами. Вона носить біва, японський традиційний інструмент, схожий на лютню, і зазвичай її супроводжує біла змія. Вона є покровителькою художників, письменників, танцюристів і гейш, серед інших.

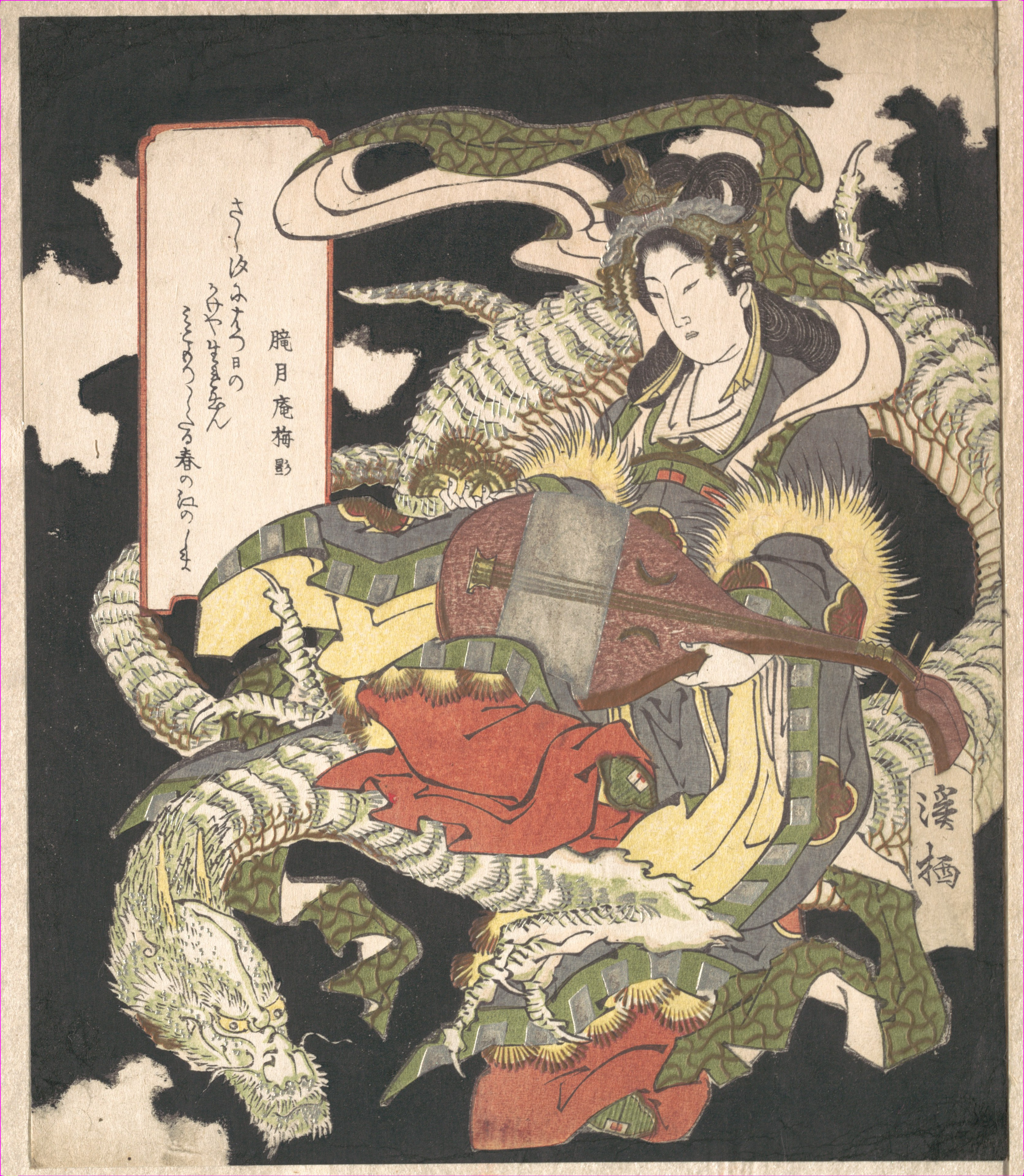

### Дзюродзін
Основна стаття: Jurōjin
Дзюродзін (寿老人), який вважається втіленням південної полярної зірки (南極星 «nankyokusei»), є богом літніх людей і довголіття в японській буддійській міфології. Кажуть, що легендарний Дзюродзін заснований на реальній людині, яка жила в стародавні часи. Його зріст був приблизно 1,82 метра з довгою головою. Крім характерного черепа, його зображують із довгою білою бородою, верхи на олені, і часто його супроводжують 1500-річний журавель і черепаха, як символи його спорідненості з довгим життям. Крім того, його зазвичай зображують під персиковим деревом, оскільки китайський даосизм вважає плоди цього дерева здатними продовжувати життя. У руці він тримає тростину і книгу або сувій. Мудрість світу залишається записаною на його сторінках. Дзюродзін любить рис і вино, і він дуже життєрадісний.

### Хотей

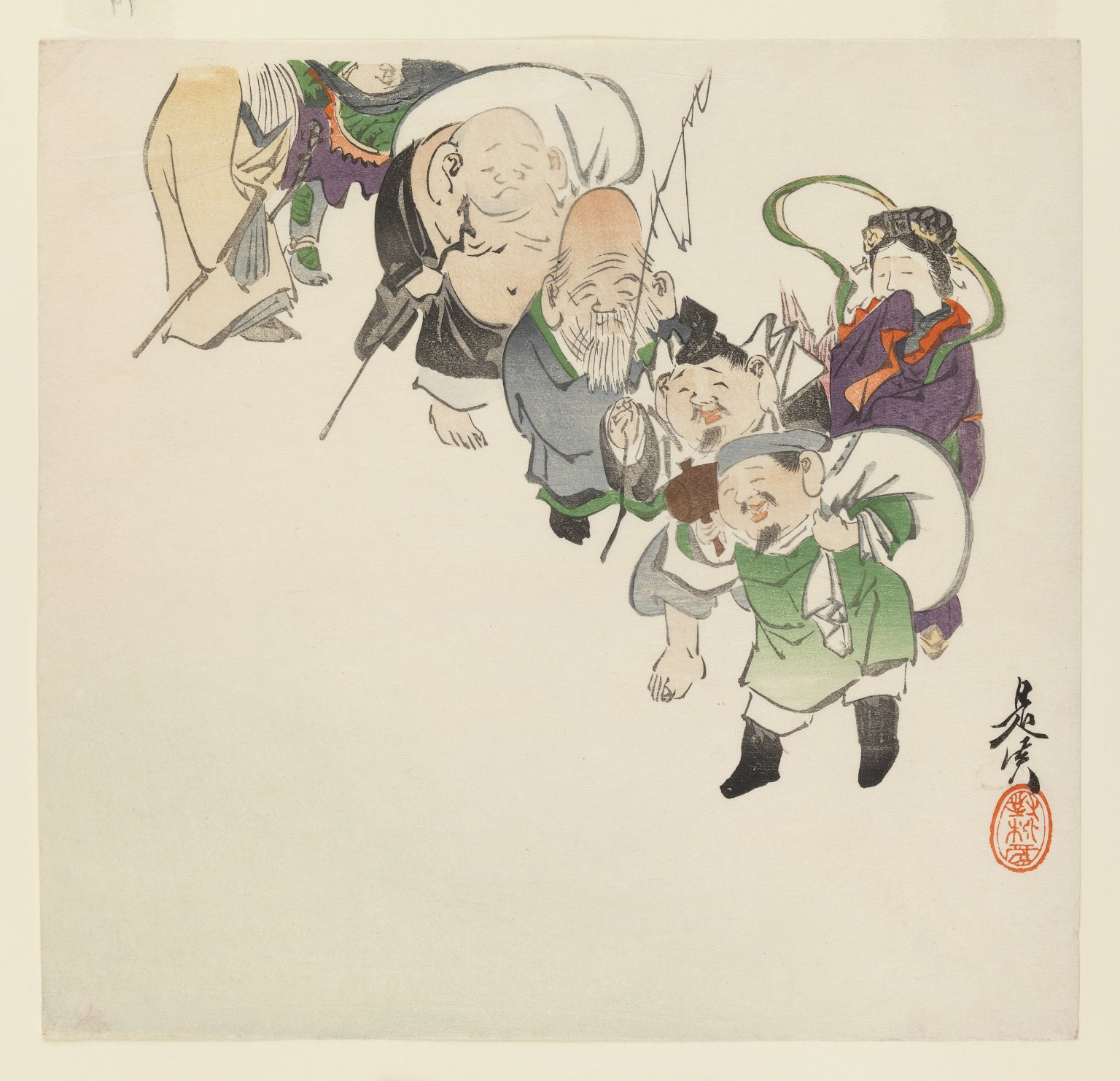
Бруклінський музей — Шибата Зешін (1807—1891). Сім богів удачі (1885 рік)

Основна стаття: Хотей

Хотей (布袋) — бог удачі, охоронець дітей, покровитель віщунів і барменів, а також бог популярності. Його зображують у вигляді товстого, усміхненого, лисого чоловіка з кучерявими вусами. Він завжди з'являється напівголим, оскільки його одяг недостатньо широкий, щоб прикрити його величезний живіт. Він благословив китайців, і вони прозвали його «Чо-Тей-Ші» або «Хо-Тей-Ші», що означає «мішок зі старим одягом». Він несе на плечах сумку, наповнену багатствами для тих, хто вірить у його чесноти. Риси та чесноти Хотея — це задоволеність, великодушність і щастя.

### Фукурокудзю
Бог Фукурокудзю (福禄寿) також походить з Китаю. Вважається, що він був відлюдником під час китайської династії Сун, відзначаючись тим, що був реінкарнацією даоського бога Сюань-Ву. Він є богом мудрості, удачі, довголіття, багатства і щастя. Цей бог отримує певні заслуги, наприклад, є одним із китайських філософів, які могли жити без їжі. Крім того, він єдиний бог, який, як кажуть, мав здатність воскрешати мертвих. Фукурокудзю характеризується розміром його голови, який майже такий же, як розмір усього його тіла, і представлений у традиційному китайському костюмі. Зазвичай він тримає в одній руці тростину, а в іншій сувій із записами про світ. Його зазвичай супроводжують черепаха, ворона чи олень, тварини, які в Японії часто символізують довге життя. Кажуть також, що він любить грати в шахи, і тому є покровителем шахістів.

## Такарабуне

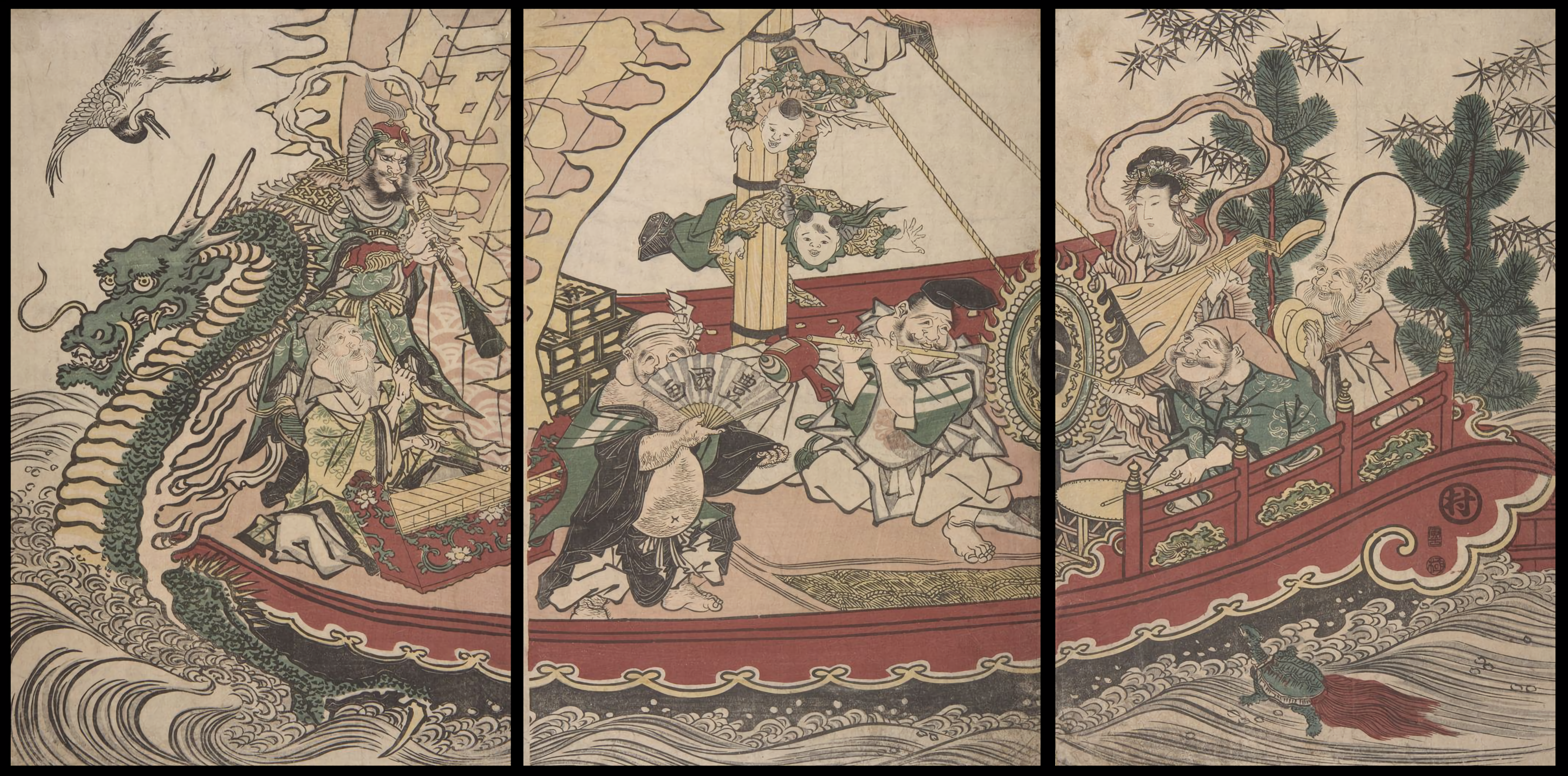
Кольорова ксилографія Такарабуне Утагави Хіросіге

Протягом перших трьох днів Нового року сім щасливих богів, як кажуть, керують небом Такарабуне або кораблем зі скарбами. Зображення корабля є невід'ємною частиною традиційного японського святкування Нового року.
Згідно зі звичаєм, розміщення гравюри Такарабуне під подушкою в ніч на 2 січня може викликати щасливий сон — знак того, що рік буде вдалим. У разі неприємного сну — спогадів можна позбутися, кинувши гравюру в річку. Звичай класти гравюру під подушку з'явився приблизно в період Муроматі. Спочатку він був популярним серед знаті, а серед простолюдинів поширився пізніше в період Едо. Вуличні торговці продавали дешеві ксилографії, призначені для одноразового використання. Часто на гравюрах Такарабуне зображалися журавель у верхній частині та черепаха у нижній як символи довголіття та щастя, а також паліндромна поема, що розповідає про довгу ніч на борту корабля.

## Розташування святинь

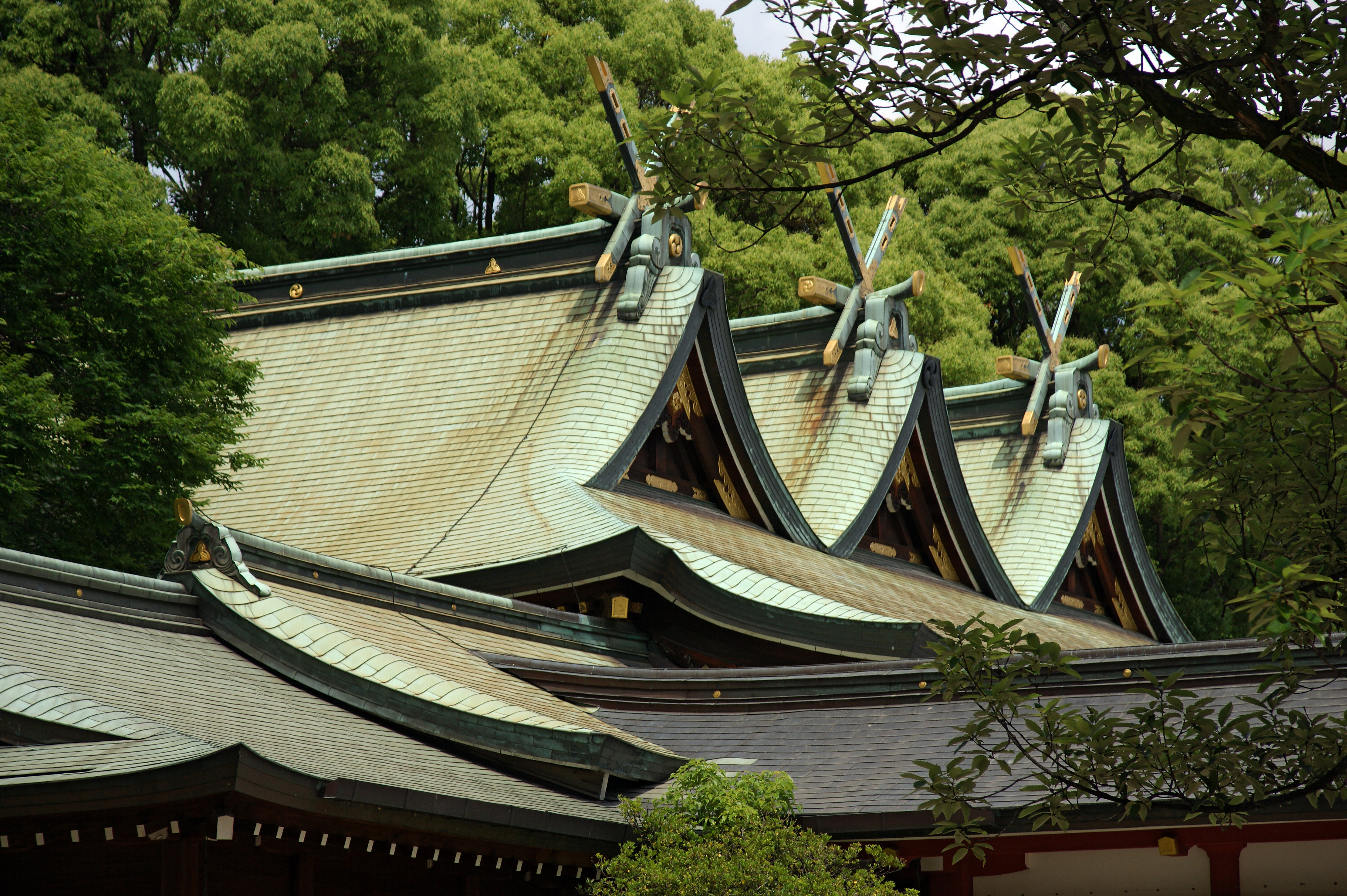

- Храм Тока Ебісу, Фукуока
- Наньо – Кандзізай-дзі[en], Сікоку
- Храм Нісіномія[en], Хього
- Храм Імамія Ебісу[en], Осака